# 스즈시로 사유미
스즈시로 사유미(일본어: 鈴代 紗弓 すずしろ さゆみ[*], 1998년 2월 4일 ~ )는 일본의 여성 성우. 가나가와현 출신. 아트비전 소속.